# Kwas lignocerynowy
Kwas lignocerynowy (kwas tetrakozanowy), C23H47COOH – organiczny związek chemiczny z grupy kwasów karboksylowych, nasycony kwas tłuszczowy o 24 atomach węgla w łańcuchu. Występuje w niewielkich ilościach w olejach roślinnych (<2%), a u zwierząt jako składnik cerebrozydów w osłonkach mielinowych.